# خودکشی در گرینلند

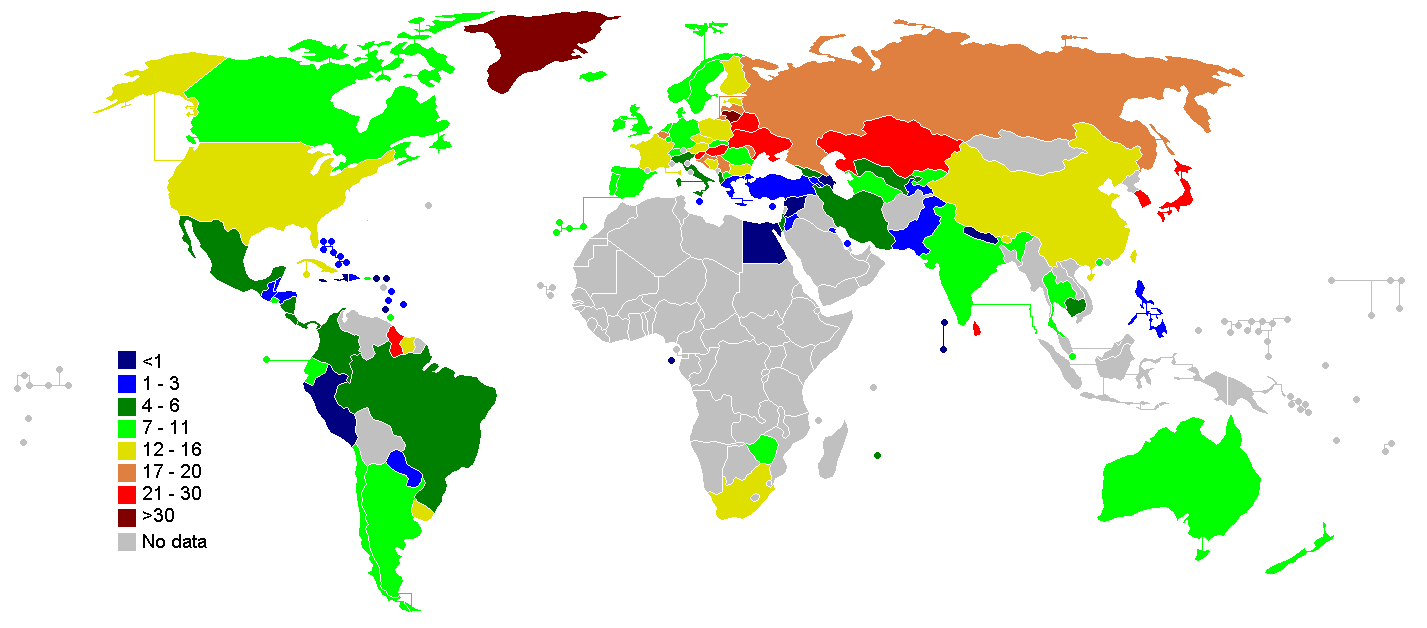
نرخ خودکشی گرینلند در هر ۱۰۰٬۰۰۰ تن در مقایسه با دیگر کشورها بر پایه داده‌های سازمان بهداشت جهانی.

خودکشی در گرینلند یک معضل اجتماعی-ملی به حساب می‌آید. طبق گزارش‌های دولتی، میان ۱/۴ تا ۱/۵ تن از مردم گرینلند در طول زندگی خود اقدام به خودکشی می‌نمایند. این کشور همچنین دارای بالاترین نرخ خودکشی در جهان است به طوری که طبق گزارش‌ها، از ۱۹۸۵ تا ۲۰۱۲، شاهد نرخ خودکشی ۸۳ تن در هر ۱۰۰٬۰۰۰ تن بوده‌است؛ شماری دوبرابر شمار کشور دوم از نظر نرخ خودکشی.
گرینلند از نظر جغرافیایی و فرهنگی، کشوری بسته به حساب می‌آید. این کشور همچنین یکی از سردترین و کم‌جمعیت‌ترین جاهای دنیاست. با آنکه همه این ویژگی‌ها ممکن است در آمار بالای خودکشی در گرینلند دخیل باشند، اثر مستقیم آن‌ها مشخص نشده‌است. در این کشور راه‌کارهای گوناگونی برای مبارزه با خودکشی همچون علائم جاده‌ای، ارتقا سطح آموزش و آگاهی در رابطه با خودکشی، و یاری گرفتن از متخصص‌ها، تدارک دیده شده‌است.

## تاریخچه
از دهه ۱۹۷۰ تعداد خودکشی‌ها در گرینلند افزایش یافت و تا ۱۹۸۶ به افزایش ادامه داد. در سال ۱۹۸۶، خودکشی دلیل اصلی مرگ در بسیاری از شهرها مانند سارفانجویت بود. در سال ۱۹۷۰ نرخ خودکشی در گرینلند به‌طور تاریخی بسیار پایین بود ولی در سال‌های ۱۹۹۰ تا ۱۹۹۴ به یکی از بیشترین نرخ‌های جهان رسید به طوری که در هر سال ۱۰۷ نفر از هر ۱۰۰ هزار نفر اقدام به خودکشی کردند. مشابه چنین رشد سریعی در نرخ خودکشی، در اینوئیت‌های کانادا نیز مشاهده شده‌است. داده‌های گزارش ۲۰۱۰ دولت گرینلند به‌طور غیرمستقیم می‌گوید یک خودکشی در هر هفته رخ داده‌است
روش‌های خودکشی در گرینلند (برپایه پژوهشی متشکل از ۱٬۲۸۶ تن)

## واریانس
در مقاله‌ای که در مجله بی‌ام‌سی سایکایتری و به سال ۲۰۰۹ منتشر شد، آمده که از ۱۹۶۸ تا ۲۰۰۲ یعنی به مدت ۳۵ سال، شمار ۱٬۳۶۵ تن در گرینلند اقدام به خودکشی کرده‌اند. در این تحقیق مشخص شد که بیش‌ترین شمار خودکشی‌ها طی فصل زمستان و به‌ویژه ماه ژوئن اتفاق افتاد. خودکشی‌هایی که در تابستان اتفاق افتاده بودند بیش‌تر در مناطق مدار شمالگان قرار داشتند. در واقع از نظر جغرافیایی، بیش‌تر خودکشی‌ها در مناطق شمالی این کشور رخ داده بودند.
همچنین نرخ خودکشی مردان از زنان در گرینلند فزون‌تر است. بیش‌تر مرگ و میر ناشی از خودکشی را مردان ۱۵ تا ۲۴ سال به خود اختصاص می‌دهند. بر خلاف دیگر کشورهای غربی، نرخ خودکشی در گرینلند با بالا رفتن سن کاهش می‌یابد.

## دلایل
از جمله دلایل خودکشی در گرینلند می‌توان به الکلیسم، افسردگی، فقر، اختلافات زناشویی، کارکرد نادرست پدر و مادر و غیره اشاره کرد. طبق گزارشی که در ساینس دیلی منتشر شد، در تابستان ۲۰۰۹ نرخ خودکشی در گرینلند افزایش داشت. پژوهشگران، بی‌خوابی ناشی از افزایش طول روز را عامل این نرخ خودکشی عنوان کردند.
همچنین تضادهای فرهنگی میان فرهنگ اینوئیت‌ها و فرهنگ غربی مدرن یکی از دلایل نرخ بالای خودکشی در این کشور اعلام شده‌است.

## روش‌ها
در ۹۵٪ خودکشی‌ها از روش‌های خشن بهره برده می‌شودکه بیش‌ترین این روش‌ها عبارتند از دار زدن (۴۶٪) و شلیک گلوله (37%); و دیگر روش‌ها همچون برش مچ دست، پرش از ارتفاع، غرق شدن، مصرف بیش از حد دارو و مسمومیت نیز مورد استفاده هستند اما خیلی کم‌تر.

## پیشگیری
هم دولت گرینلند و هم دیگر سازمان‌های ملی و میان‌کشوری راهکارهایی را به جهت پیشگیری از خودکشی در این کشور تدارک دیده‌اند. سازمان‌هایی هستند که به خودکش‌ها خدمات ارائه می‌کنند. برخی از این راهکارها شامل بیلبوردهای تبلیغاتی که روی آن‌ها نوشته شده: «تماس تلفنی رایگان است. هیچ‌کس تنها نیست. با افکار تاریکتان تنها نمانید. تماس بگیرید» می‌شوند. متخصصین درمان افکار خودکشی نیز به نوجوانان فیلم‌هایی نشان می‌دهند که در آن‌ها خودکشی به شدت مذمت شده و منفی نشان داده می‌شود تا نوجوانان را از انجام آن منصرف کنند. نخستین این راهکارها در سال ۲۰۰۵ و تازه‌ترین آن‌ها در ۲۰۱۳ به اجرا گذارده شد. باید یادآوری شود که هنوز جای زیادی برای تحقیق دربارهٔ خودکشی در کشور گرینلند هست.